# Председник
Председник је титула која означава вођу организације, компаније, универзитета или државе. Етимолошки, реч председник значи „онај који председава” и стоји као лидер (од латинског prae — „пре” и sedate — „седети”. Такође, и као Praeses). У прошлости, реч се користила да опише председавајућег церемоније или састанка (директор или модератор), али данас се најчешће користи за означавање службеника са извршном власти. Поред осталих значења, реч председник данас је најчешће титула у контексту председника државе или републике, било да је директно изабран, да га је изабрала влада или да је на неки други начин изгласан.
Функције које обавља председник разликују се у зависности од облика власти. У парламентарним републикама, оне су обично, али не увек, ограничене на оне шефа државе и стога су углавном церемонијалне. У председничким, изабраним парламентарним (нпр. Боцвана и Јужна Африка), и полупредседничким републикама, улога председника је истакнутија, обухватајући (у већини случајева) и функције шефа владе. У ауторитарним режимима, диктатор или вођа једнопартијске државе такође се може назвати председником.
Титуле „господине председниче“ и госпођа председница могу се односити на лице које носи титулу председника или председава неким другим државним телима. „Господине председниче“ су владе касније користиле за означавање својих шефова држава. То је конвенционални превод титула које нису на енглеском, као што је Monsieur le Président за председника Републике Француске. Такође има дугу историју употребе као звање председавајућих законодавних и судских тела. Председавајући Доњег дома Канаде се на француском ословљава као président de la Chambre des communes, а Mr. Speaker на енглеском.

## Историја

### У Сједињеним Америчким Државама
Устав Сједињених Држава из 1787. није прецизирао начин обраћања председнику. Када је Џорџ Вашингтон положио заклетву као први председник Сједињених Држава 30. априла 1789. године, полагање заклетве завршено је прогласом: „Живео Џорџ Вашингтон, председник Сједињених Држава“. Без титуле осим што је на инаугурацији званично коришћен назив канцеларије извршне власти. Питање председничке титуле је у то време било предмет расправе у Конгресу. Оно је постало званично законодавно питање предлогом Ричарда Хенрија Лија од 23. априла 1789. Лијев предлог је од Конгреса тражио да размотри „које би наслове било исправно да се користе уз функције председника и потпредседника Сједињених Држава – ако их има осим оних наведених у Уставу“. Потпредседник Џон Адамс, у улози председника Сената Сједињених Држава, организовао је конгресни комитет. Тамо је Адамс агитовао за усвајање стила Височанства (као и титуле Заштитника њихових [Сједињених Држава] слобода) за председника. Адамс и Ли су били међу најотворенијим заговорницима узвишене председничке титуле.
Други су фаворизовали варијанту изборно височанство или мању екселенцију, којој се Адамс жестоко супротставио. Он је тврдио да је то далеко испод председничког достојанства, као извршне власти држава, од којих су неке такође имале статус „председника“ (нпр. председник Пенсилваније), који је у то време је често уживао у стилу екселенције; Адамс је рекао да би се председник „изједначио са колонијалним гувернерима или са функционерима из немачких кнежевина“ ако би користио стил екселенције. Адамс и Ричард Хенри Ли су се плашили да ће завере моћних сенатора неоправдано утицати на слабу извршну власт, и видели су узвишену титулу као начин јачања председништва. У даљем разматрању, Адамс је сматрао чак и височанство недовољним и уместо тога је предложио да се извршна власт, председник и потпредседник (тј. он сам), назове величанством како би се спречила „велика опасност“ од извршне власти са недовољно достојанства. Адамсови напори су наишли на широко распрострањен подсмех и збуњеност; Томас Џеферсон их је назвао „најсуперлативније смешна ствар за коју сам икада чуо”, док је Бенџамин Френклин то сматрао „апсолутно лудим”.
Вашингтон је пристао на захтеве Џејмса Медисона и Представничког дома Сједињених Држава да се титула промени у „господине Председниче“. Ипак, касније је „часни“ постала стандардна титула председника у званичном обраћању, а „његова/њена екселенција“ је постала титула председника када се званично обраћа на међународном нивоу.
Историјски гледано, титула је била резервисана само за садашњег председника и није се смела користити за бивше председнике, сматрајући да није исправно користити титулу као љубазност при обраћању бившем председнику. Према званичном сајту Сједињених Америчких Држава, исправан начин за обраћање у писму је употреба „часни Џон До“, а исправан поздрав је „г. До“.